# Carapoia genitalis
Carapoia genitalis är en spindelart som först beskrevs av Moenkhaus 1898.  Carapoia genitalis ingår i släktet Carapoia och familjen dallerspindlar. Inga underarter finns listade.